# TsAGI

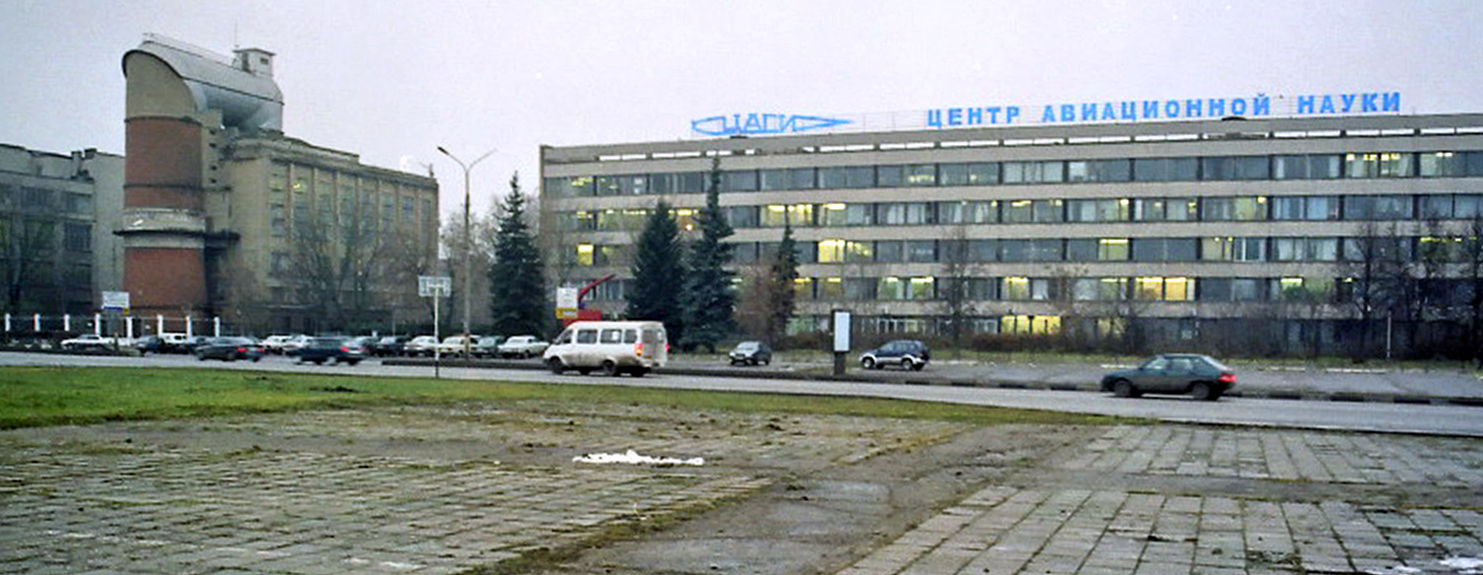
Sede do TsAGI.

TsAGI, é a contração em russo de: Instituto Hidro e Aerodinâmico Central, em russo:  Центра́льный аэрогидродинами́ческий институ́т (ЦАГИ), ele foi fundado em Moscou pelo pioneiro da aviação russa Nikolai Yegorovitch Jukovsky em 1918.
Desde 1925 e durante os anos 30, o TsAGI desenvolveu e abrigou o primeiro e maior escritório de projetos aeronáuticos da União Soviética, o AGOS, de Aviatziya Gidroaviatziya i Opytnoye Stroitelstvo (Construções Experimentais de Aviões e Hidroaviões), liderado por Andrei Tupolev.
Em 1930, dois outros grandes escritórios de projetos aeronáuticos no país eram: o TsKB, de Tsentralnoye Konstruksionnoye Byuro (Escritório Central de Projetos) liderado por Sergey Ilyushin, e uma equipe independente de vida curta liderada por Konstantin Kalinin na Carcóvia, Ucrânia.